# جشنواره بین‌المللی فیلم دوبلین
جشنواره بین‌المللی فیلم دوبلین (انگلیسی: Dublin International Film Festival) یک جشنواره سالانه فیلم است که از سال ۲۰۰۳ تاکنون و عمدتاً در ماه فوریه و مارس در شهر دوبلین برگزار می‌شود. این جشنواره مهم‌ترین رویداد سینمایی در جمهوری ایرلند و مرتبط با بدنه سینمای ایرلند است. مؤسسه رسانه‌ای ویرجین مدیا ایرلند حامی مالی این جشنواره است.

## جوایز ولتا
جایزه این جشنواره به افتخار سالن سینما ولتا، اولین سالن سینمای دوبلین که در سال ۱۹۰۵ توسط جیمز جویس تأسیس شد، جایزه ولتا (Volta) نام دارد. این جایزه در ۹ بخش زیر اعطا می‌شود:
- بهترین فیلم
- بهترین بازیگر مرد
- بهترین بازیگر زن
- بهترین فیلم نامه
- بهترین کارگردان
- بهترین فیلم‌بردار
- بهترین کارگروهی
- بهترین فیلم ایرلندی
- بهترین فیلم مستند

## جوایز جنبی
جدای از این جشنواره بین‌المللی فیلم دوبلین جایزه‌های ویژه زیر را اعطا می‌کند:
- جایزه جورج بایرن ماوریک
- جایزه دایر
- جایزه ویژه هیئت داوران